# Hàm bước Heaviside

Hàm bước Heaviside, sử dụng quy ước tối đa một nửa

Hàm bước Heaviside, hoặc hàm bước đơn vị, thường được biểu thị bằng H hoặc θ (nhưng đôi khi bằng u, 1 hoặc 𝟙), là một hàm rời rạc có giá trị là zero cho đối số âm và bằng một cho đối số dương. Đó là một ví dụ về các lớp học chung của các hàm bước, tất cả đều có thể được biểu diễn như là các tổ hợp tuyến tính của các tịnh tiến của một hàm loại này.
Hàm này ban đầu được phát triển trong phép tính toán tử cho lời giải của phương trình vi phân, trong đó nó đại diện cho một tín hiệu chuyển mạch 'đóng' tại một thời điểm xác định và giữ trạng thái 'đóng' đó mãi mãi. Oliver Heaviside, là người đã phát triển phép tính toán tử này như một công cụ trong việc phân tích các thông tin liên lạc điện báo, đã ký hiệu hàm này là 1.
Định nghĩa đơn giản nhất của hàm Heaviside là đạo hàm của hàm dốc:
{\displaystyle H(x):={\frac {d}{dx}}\max\{x,0\}}
Hàm Heaviside cũng có thể được định nghĩa là tích phân của hàm delta Dirac: H′ = δ. Đôi khi được viết là
{\displaystyle H(x):=\int _{-\infty }^{x}{\delta (s)}\,ds}
mặc dù việc mở rộng này có thể không đúng (hoặc thậm chí là hề có nghĩa) đối với x = 0, tùy thuộc vào hình thức mà ta sử dụng để cung cấp cho ý nghĩa cho các tích phân liên quan đến δ. Trong bối cảnh này, hàm Heaviside là hàm phân phối tích lũy của một biến ngẫu nhiên mà là gần như chắc chắn 0.(Xem biến ngẫu nhiên hằng.)
Trong phép tính toán tử, câu trả lời hữu ích ít khi phụ thuộc vào giá trị được sử dụng cho H(0), do H chủ yếu được sử dụng như là một phân phối. Tuy nhiên, lựa chọn này có thể có một số hệ quả quan trọng trong giải tích hàm và lý thuyết trò chơi, nơi các hình thức tổng quát hơn về sự liên tục được xem xét. Một số lựa chọn phổ biến có thể xem dưới đây.

## Dạng rời rạc
Một hình thức khác của hàm bước đơn vị, là một hàm của một biến rời rạc n:
{\displaystyle H[n]={\begin{cases}0,&n<0,\\1,&n\geq 0,\end{cases}}}
hoặc sử dụng quy ước nửa tối đa: 
{\displaystyle H[n]={\begin{cases}0,&n<0,\\{\tfrac {1}{2}},&n=0,\\1,&n>0,\end{cases}}}
trong đó n là một số nguyên. Không giống như các trường hợp thông thường (không phải rời rạc), định nghĩa của H[0] là rất quan trong.
Xung đơn vị thời gian rời rạc là sự khác biệt đầu tiên của bước thời gian rời rạc
{\displaystyle \delta [n]=H[n]-H[n-1].}
Hàm này là tổng tích lũy của Kronecker delta:
{\displaystyle H[n]=\sum _{k=-\infty }^{n}\delta [k]}
trong đo
{\displaystyle \delta [k]=\delta _{k,0}}
là hàm xung đơn vị rời rạc.

## Phân tích xấp xỉ
Để xấp xỉ mịn hàm bước, người ta có thể sử dụng hàm lôgit
{\displaystyle H(x)\approx {\tfrac {1}{2}}+{\tfrac {1}{2}}\tanh kx={\frac {1}{1+e^{-2kx}}},}
trong đó k lớn hơn sẽ tương ứng với một quá độ nhanh hơn tại x = 0. Nếu ta lấy H(0) = 1/2, đẳng thức sẽ giữ trong giới hạn:
{\displaystyle H(x)=\lim _{k\rightarrow \infty }{\tfrac {1}{2}}(1+\tanh kx)=\lim _{k\rightarrow \infty }{\frac {1}{1+e^{-2kx}}}.}
Có nhiều xấp xỉ mịn, giải tích khác cho hàm bước. Trong số các khả năng là:
{\displaystyle {\begin{aligned}H(x)&=\lim _{k\rightarrow \infty }\left({\tfrac {1}{2}}+{\tfrac {1}{\pi }}\arctan kx\right)\\H(x)&=\lim _{k\rightarrow \infty }\left({\tfrac {1}{2}}+{\tfrac {1}{2}}\operatorname {erf} kx\right)\end{aligned}}}
Các giới hạn này giữ chotừng điểm trong ý nghĩa phân phối. Tuy nhiên, nhìn chung hội tụ từng điểm không cần bao hàm sự hội tụ về phân phối và ngược lại hội tụ phân phối không cần phải bao hàm hội tụ từng điểm.
Nói chung, bất kỳ hàm phân phối tích lũy nào của phân phối xác suất liên tục mà đạt đỉnh ở khoảng zero và có một tham số mà điều khiển cho phương sai có thể xem như là một xấp xỉ, trong giới hạn mà phương sai này tiến tới zero. Ví dụ, tất cả ba xấp xỉ ở trên là các hàm phân phối tích lũy của các phân phối xác suất thông thường: tương ứng với các phân phối logistic, Cauchy và chuẩn.

## Biểu diễn theo tích phân
Thường thì một biểu diễn theo tích phân của hàm bước Heaviside là hữu ích:
{\displaystyle {\begin{aligned}H(x)&=\lim _{\varepsilon \to 0^{+}}-{\frac {1}{2\pi i}}\int _{-\infty }^{\infty }{\frac {1}{\tau +i\varepsilon }}e^{-ix\tau }d\tau \\&=\lim _{\varepsilon \to 0^{+}}{\frac {1}{2\pi i}}\int _{-\infty }^{\infty }{\frac {1}{\tau -i\varepsilon }}e^{ix\tau }d\tau .\end{aligned}}}

## Đối số zero
Do H thường được sử dụng trong tích phân, và giá trị của một hàm tại một điểm duy nhất không ảnh hưởng đến tích phân của nó, hiếm khi quan tâm tới giá trị cụ thể nào được chọn của H(0). Thực sự khi H được coi là một phân phối hoặc một phần tử của L∞ (xem phần không gian LpBản mẫu:Isup) nó thậm chí không hợp lý để nói về một giá trị tại zero, do các đối tượng như vậy chỉ được xác định hầu như ở khắp mọi nơi. Nếu sử dụng một số xấp xỉ giải tích (như trong ví dụ trên) thì thường bất cứ điều gì xảy ra sẽ là giới hạn có liên quan tại zero được sử dụng.
Tồn tại nhiều lý do khác nhau để lựa chọn một giá trị cụ thể. 
- H(0) = 1/2 thường được sử dụng do đồ thị của nó có đối xứng quay; nói một cách khác, H − 1/2 là một hàm lẻ. Trong trường hợp quan hệ với hàm signum sau đây giữ cho tất cả x:

{\displaystyle H(x)={\tfrac {1}{2}}+{\tfrac {1}{2}}\operatorname {sgn}(x).}
- H(0) = 1 được sử dụng khi H cần phải được liên tục phải. Ví dụ các hàm phân phối tích lũy thường được lấy là liên tục phải, như là các hàm được lấy tích phân chống lại trong tích phân Lebesgue-Stieltjes. Trong trường hợp này H là hàm đặc trưng của một khoảng nửa vô cùng đóng:

{\displaystyle H(x)=\mathbf {1} _{[0,\infty )}(x).}
Phân phối xác suất tương ứng là sự phân bố suy biến.
- H(0) = 0 được sử dụng khi H cần là liên tục trái. Trong trường hợp này H là một hàm đặc trưng của khoảng nửa vô cùng mở:

{\displaystyle H(x)=\mathbf {1} _{(0,\infty )}(x).}
- Trong bối cảnh giải tích hàm từ tối ưu hóa và lý thuyết trò chơi, thường rất hữu ích để xác định hàm Heaviside như một hàm đa trị để bảo tính liên tục của các hàm giới hạn và đảm bảo sự tồn tại của các lời giải nhất định. Trong những trường hợp này, hàm Heaviside trả về một khoảng toàn bộ các đáp án có thể, H(0) = [0,1].

## Đạo hàm và nguyên hàm
Hàm dốc là nguyên hàm của hàm bước Heaviside:
{\displaystyle \int _{-\infty }^{x}H(\xi )\,d\xi =xH(x)=\max(0,x).}
Đạo hàm phân phối của hàm bước Heaviside là hàm delta Dirac:
{\displaystyle {\frac {dH(x)}{dx}}=\delta (x).}

## Biến đổi Fourier
Biến đổi Fourier của hàm bước Heaviside là một phân phối. Sử dụng một sự lựa chọn của các hằng số cho định nghĩa của biến đổi Fourier, chúng ta có
{\displaystyle {\hat {H}}(s)=\lim _{N\to \infty }\int _{-N}^{N}e^{-2\pi ixs}H(x)\,dx={\frac {1}{2}}\left(\delta (s)-{\frac {i}{\pi }}\mathrm {p.v.} {\frac {1}{s}}\right).}
Trong đó p.v.1/s là phân phối mà lấy một hàm kiểm tra φ thành Giá trị chủ yếu Cauchy của ∫∞
−∞ φ(s)/s ds. Giới hạn xuất hiện trong tích phân cũng được lấy theo ý nghĩa của các phân phối (làm dịu đi).

## Biến đổi Laplace đơn phương
Phép biến đổi Laplace của hàm bước Heaviside là một phân phối. Bằng cách sử dụng phép biến đổi Laplace đơn phương, chúng ta có:
{\displaystyle {\begin{aligned}{\hat {H}}(s)&=\lim _{N\to \infty }\int _{0}^{N}e^{-sx}H(x)\,dx\\&=\lim _{N\to \infty }\int _{0}^{N}e^{-sx}\,dx\\&={\frac {1}{s}}\end{aligned}}}
Khi phép biến đổi song phương được sử dụng, tích phân này có thể được chia thành hai phần và kết quả sẽ là như nhau.

## Biểu diễn theo hyperfunction (siêu hàm)
Điều này có thể được biểu diễn như một hyperfunction như sau
{\displaystyle H(x)=\left({\frac {1}{2\pi i}}\log(z),\,{\frac {1}{2\pi i}}\log(z)-1\right).}